# Esteban Glellel
Esteban Alejandro Glellel (en árabe: استيبان اليخاندرو جليل‎; Río Cuarto, Córdoba, Argentina; 6 de enero de 1999) es un futbolista argentino-sirio. Juega de arquero y su equipo actual es Quilmes, equipo de la Primera Nacional. Es internacional con la selección de Siria.

## Carrera

### Inferiores
En 2010, cuando tenía 11 años, empezó jugando para River Plate, donde jugó hasta 2012, siendo jugador de Prenovena División. 
Al año siguiente vuelve a su ciudad, Río Cuarto, para jugar en las inferiores de Deportivo Río Cuarto, pero solo dura hasta 2014, ya que en 2015 es adquirido por Quilmes, con edad de Séptima División.

### Quilmes
El 2 de mayo de 2019, Glellel firma su primer contrato con Quilmes hasta el 30 de junio de 2023.
Debutó el 28 de noviembre del mismo año en la derrota 1-0 frente a Ramón Santamarina.

## Selección  nacional
En 2018, es convocado a entrenar con la selección sub-19 de Argentina, mismo año en el que hace su primer pretemporada con el equipo de Primera.
En 2024 es aprobada su solicitud, junto a las de Emiliano Amor y Tobías Cervera, para adquirir la nacionalidad siria, y de esta forma poder ser citado para la selección de ese país.
Finalmente debutó en la selección de Siria el 11 de junio del 2024 en la derrota contra Japón por 5-0 encuentro válido por las eliminatorias del mundial 2026.

## Estadísticas

### Clubes
- Actualizado hasta el 5 de agosto de 2025.

| Quilmes Argentina                                        | 2.ª                 | 2018-19             | 0  | 0  | - | - | 0  | 0  |
| Quilmes Argentina                                        | 2.ª                 | 2019-20             | 0  | 0  | - | - | 0  | 0  |
| Quilmes Argentina                                        | 2.ª                 | 2020                | 4  | 5  | - | - | 4  | 5  |
| Quilmes Argentina                                        | 2.ª                 | 2021                | 4  | 2  | - | - | 4  | 2  |
| Quilmes Argentina                                        | 2.ª                 | 2022                | 19 | 24 | 3 | 5 | 22 | 29 |
| Quilmes Argentina                                        | 2.ª                 | 2023                | 1  | 0  | - | - | 1  | 0  |
| Quilmes Argentina                                        | 2.ª                 | 2024                | 36 | 18 | - | - | 36 | 18 |
| Quilmes Argentina                                        | 2.ª                 | 2025                | 24 | 24 | 1 | 0 | 25 | 24 |
| Quilmes Argentina                                        | Total club          | Total club          | 88 | 73 | 4 | 5 | 92 | 78 |
| Deportivo Armenio Argentina                              | 3.ª                 | 2022                | 0  | 0  | - | - | 0  | 0  |
| Deportivo Armenio Argentina                              | Total club          | Total club          | 0  | 0  | - | - | 0  | 0  |
| Total en su carrera                                      | Total en su carrera | Total en su carrera | 88 | 73 | 4 | 5 | 92 | 78 |
| (1) Las copas nacionales se refiere a la Copa Argentina. |                     |                     |    |    |   |   |    |    |

### Selección
- Actualizado hasta el 14 de octubre de 2024.

| Selección | Año           | Copa Asiática | Copa Asiática | Eliminatorias | Eliminatorias | Mundial | Mundial | Amistosos | Amistosos | Total | Total | Media goles recibidos |
|           |               | PJ            | GR            | PJ            | GR            | PJ      | GR      | PJ        | GR        | PJ    | GR    |                       |
| --------- | ------------- | ------------- | ------------- | ------------- | ------------- | ------- | ------- | --------- | --------- | ----- | ----- | --------------------- |
| Absoluta  | 2024          | -             | -             | 1             | 5             | -       | -       | 3         | 2         | 4     | 7     | 1.75                  |
| Absoluta  | Total         | -             | -             | 1             | 5             | -       | -       | 3         | 2         | 4     | 7     | 1.75                  |
| Absoluta  | Total carrera | -             | -             | 1             | 5             | -       | -       | 3         | 2         | 4     | 7     | 1.75                  |